# Haplofase
Haplofase is de haploïde kernfase bij de kernfasewisseling van eukaryotische meercellige organismen met geslachtelijke voortplanting.
Een haplofase komt voor bij haplonten en diplohaplonten; deze hebben respectievelijk een "haplofasische levenscyclus" en een "diplohaplofasische levenscyclus". Een haplont is een meercellig organisme met alleen een haplofase, waar diplohaplonten een kernfasewisseling hebben met een afwisseling van een haplofase en een diplofase.

## Begin en einde
De haplofase begint met een meiose, waarbij voortplantingscellen worden gevormd. Er kunnen twee typen meiose worden onderscheiden op grond van het type cellen waaruit de haploïde (meio-)sporen worden gevormd worden:
- zygotische meiose (bij haplonten), waar de de zygote niet uitgroeit tot een nieuwe generatie maar direct de meiosporen vormt,
- sporische meiose (bij diplohaplonten), waarbij een diploïde sporofyt de meiosporen vormt.

De haplofase eindigt met een bevruchting door de versmelting van twee gameten, waarbij een diploïde zygote wordt gevormd.

## Haplofasische levenscyclus
Een levenscyclus met alleen een haplofase heet een haplofasische levenscyclus, zoals die voorkomt bij haplonten met een zygotische meiose. De meiose wordt zygotisch genoemd omdat deze optreedt bij de zygote en er zo geen diploïde generatie is.
Bij deze organismen (haplonten) treedt er geen generatiewisseling op in hun monogenetische levenscyclus. Groepen die hiertoe gerekend kunnen worden zijn:
- Dinophyta (dinoflagellaten)
- Xanthophyta
- Chrysophyta
- Chlorophyta (groenwieren) p.p.
- Prasinophyta
- Charophyta (kranswieren)
- Acrasiomycota
- Chytridiomycota p.p.
- Zygomycota
- Ascomycota p.p.

## Diplohaplofasische levenscyclus
Een levenscyclus met zowel een diplofase als een haplofase heet een diplohaplofasische levenscyclus (ook: heterofasische levenscyclus), zoals die voorkomt bij diplohaplonten met een sporische meiose. Bij deze organismen treedt er kernfasewisseling op in hun levenscyclus.

### Digenetische cyclus
Een diplohaplofasische cyclus komt voor bij een digenetische cyclus (in de diplofase slechts een generatie) en bij een trigenetische cyclus (in de diplofase twee generaties en een generatie in de haplofase).
Bij een digenetische cyclus is er in de haplofase een haploïde gametofyt die de gameten vormt. De haplofase wisselt in een kernfasewisseling af met een diplofase, waarin een diploïde sporofyt door meiose de meiosporen vormt.
- Phaeohyta (bruinwieren) p.p.
- Chlorophyta (groenwieren) p.p.
- Rhodophyta (roodwieren) p.p., Bangiophyceae
- Plasmodiophoromycota
- Chytridiomycota p.p.
- Ascomycota p.p.
- Myxomycota
- Chytridiomycota p.p.
- Bryophyta ((blad)mossen)
- Marchantiophyta (levermossen)
- Anthocerotophyta (hauwmossen)
- Lycopsida
- Pteropsida (varens)
- Spermatophyta (zaadplanten)

### Trigenetische cyclus
Bij een trigenetische cyclus is er in de haplofase een haploïde gametofyt die de gameten vormt. De haplofase wisselt in een kernfasewisseling af met een diplofase met twee diploïde generaties: een mitosporofyt die door mitose de diploïde mitosporen vormt en een meiosporofyt die door meiose de haploïde meiosporen vormt. Voorbeelden zijn:
- Rhodophyta (roodwieren) p.p. (Florideophyceae)
- Ascomycota p.p. (Taphrinomycetes, Pezizomycotina)
- Basidiomycota

## Overzicht
| Biologische levenscycli bij meercellige organismen met geslachtelijke voortplanting | Biologische levenscycli bij meercellige organismen met geslachtelijke voortplanting | Biologische levenscycli bij meercellige organismen met geslachtelijke voortplanting | Biologische levenscycli bij meercellige organismen met geslachtelijke voortplanting | Biologische levenscycli bij meercellige organismen met geslachtelijke voortplanting                                                        |
|                                                                                     |                                                                                     | Cytologische kernfasewisseling                                                      | Cytologische kernfasewisseling                                                      | Cytologische kernfasewisseling |
| Type organisme →                                                                    | Type organisme →                                                                    | Haplont                                                                             | Diplont                                                                             | Diplohaplont = Haplodiplont |
| ----------------------------------------------------------------------------------- | ----------------------------------------------------------------------------------- | ----------------------------------------------------------------------------------- | ----------------------------------------------------------------------------------- | --- |
| Kernfase; Kernfasewisseling →                                                       | Kernfase; Kernfasewisseling →                                                       | Haplofase; Haplofasisch                                                             | Diplofase; Diplofasisch                                                             | Afwisseling haplofase ↔ diplofase; Diplohaplofasisch = Heterofasisch                                                                       |
| Meiose moment →                                                                     | Meiose moment →                                                                     | Zygotisch                                                                           | Gametisch                                                                           | Sporisch = Intermediair |
| Morfo- logische generatie- wisseling                                                | Monogenetisch: (monofasisch)                                                        | Monogenetische haplont                                                              | Monogenetische diplont                                                              | |
| Morfo- logische generatie- wisseling                                                | Digenetisch: (difasisch)                                                            |                                                                                     | Digenetische diplont                                                                | Digenetische diplohaplonten \| Isomorf, isospoor \| ↓ Heteromorf ↓ \| ↓ Heteromorf ↓ \| \| Isomorf, isospoor \| isospoor \| heterospoor \| |
| Morfo- logische generatie- wisseling                                                | Trigenetisch: (trifasisch)                                                          |                                                                                     |                                                                                     | Trigenetische diplohaplont |
| Isomorf, isospoor                                                                   | ↓ Heteromorf ↓                                                                      | ↓ Heteromorf ↓                                                                      |                                                                                     | |
| Isomorf, isospoor                                                                   | isospoor                                                                            | heterospoor                                                                         |                                                                                     | |